# كرانسي أوكتيابر (كرة سلة)
كرانسي أوكتيابر هو فريق كرة سلة روسي تأسس في 2012 يقع في فولغوغراد، روسيا. يلعب في دوري اتحاد في تي بي.